# 1989 sur Internet
Cet article présente les faits marquants de l'année 1989 sur Internet.

## Évènements
- Invention du World Wide Web par Tim Berners Lee, au CERN[1].